# Alhassane Bangoura
Alhassane „Lass“ Bangoura (* 30. März 1992 in Conakry) ist ein guineischer Fußballspieler.

## Karriere

### Verein
Im Jahr 2010 wurde Lass Bangoura als Jugendspieler vom spanischen Hauptstadtklub und damaligen Zweitligisten Rayo Vallecano verpflichtet. Am 27. März 2011 kam der noch 18-jährige Stürmer aus Guinea beim 1:0-Sieg über Betis Sevilla erstmals zum Einsatz für die Profimannschaft. Er wurde zehn Minuten vor Spielende eingewechselt. Es folgten drei weitere Einsätze bis zum Saisonende und der Aufstieg in die Primera División. Aufgrund guter Leistungen erkämpfte sich der Afrikaner einen festen Platz auf der rechten Außenbahn und gehörte lange zur Stammelf von Vallecano. Mit dem Beginn der Saison 2014/15 lieh sein Klub mit dem Mexikaner Javier Aquino vom FC Villarreal, dem Portugiese Licá vom FC Porto sowie dem Franzose Gaël Kakuta vom FC Chelsea gleich drei neue Flügelstürmer aus. Dazu wurde mit Àlex Moreno aus der Reserve von RCD Mallorca ein weiterer Spieler fest verpflichtet. Bangoura konnte sich gegen die vielen Konkurrenten nicht mehr durchsetzen und musste in der Hinrunde fast ausschließlich auf der Tribüne Platz nehmen. Folgerichtig wurde er in der Winterpause an den Tabellenletzten FC Granada verliehen um wieder Spielpraxis zu sammeln. In den folgenden Jahren blieb er beim Verein, wurde jedoch immer wieder verliehen, so innerhalb Spaniens, aber auch nach Frankreich, Kanada, Ekuador und Griechenland. Im September 2022 folgte dann nach kurzer Vereinslosigkeit der feste Wechsel zum PAE Chania in die griechische Zweite Liga.

### Nationalmannschaft
Lass Bangoura gehörte zum Kader der guineischen U-17-Nationalmannschaft bei der U-17-Fußball-Afrikameisterschaft im Jahr 2009. Zwei Jahre später debütierte er im Alter von 19 Jahren für die Auswahlmannschaft der Herren. Bei der Fußball-Afrikameisterschaft 2012 absolvierte er alle drei Spiele für die in der Gruppenphase ausgeschiedene Mannschaft aus Guinea.